# 贝壳素
贝壳素（英語：conchiolin），又称壳蛋白、壳基质，由软体动物外套膜上皮层中的腺细胞分泌的角蛋白。少量的贝壳素与软体动物腺细胞分泌的碳酸钙等共同形成了贝壳结构。贝壳三层结构中的最外一层“壳皮层”（periostracum）便是由贝壳素构成。